# Mirabel (Ardèche)
Mirabel település Franciaországban, Ardèche megyében. Lakosainak száma 777 fő (2022. január 1.). Mirabel Darbres, Lavilledieu, Lussas, Saint-Germain, Saint-Gineis-en-Coiron, Saint-Jean-le-Centenier és Villeneuve-de-Berg községekkel határos.

## Népesség
A település népességének változása:
| Lakosok száma | 310  | 288  | 293  | 337  | 557  | 617  | 654  | 715  | 736  | 777  |
|               | 1968 | 1982 | 1990 | 2006 | 2013 | 2015 | 2017 | 2019 | 2020 | 2022 |